# Skåne-Hallands hamnförbund

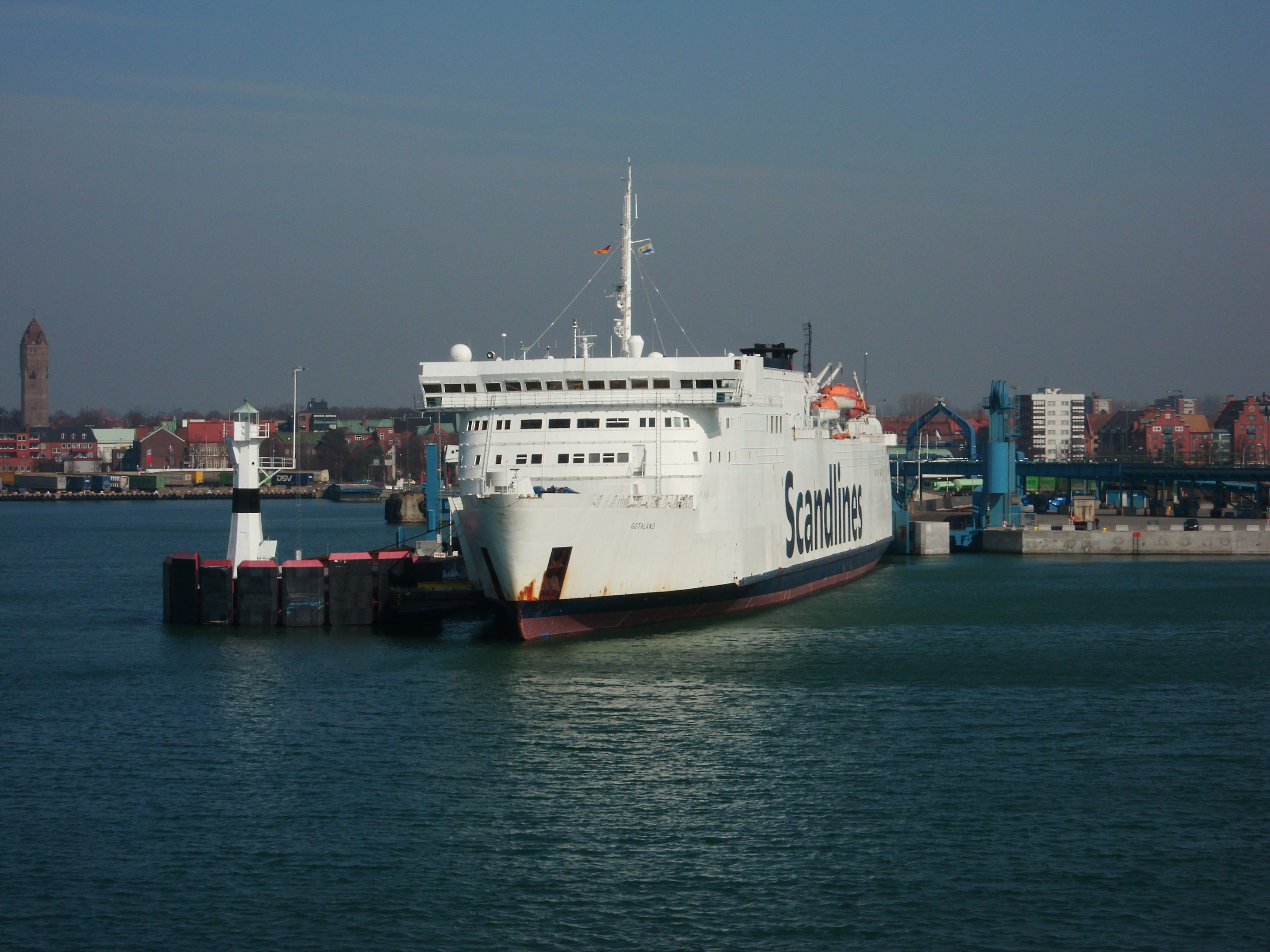
färja i Trelleborgs hamn, mars 2010.

Skåne-Hallands hamnförbund bildades 1923 under namnet Skånska hamnförbundet  med syfte att tillvarata för hamnarna gemensamma intressen och främja samverkan dessa hamnar emellan.
Ursprungligen ingick de fem största skånska kommunala hamnarna, Malmö, Helsingborg, Landskrona, Trelleborgs hamn och Ystad. Efterhand tillkom fler hamnar, även i Halland. Det sistnämnda möjliggjordes genom en stadgeändring 1926, men namnet ändrades först 1982. Förbundet upplöstes den 31 december 1992, till stor del till följd av bolagiseringen av de kommunala hamnarna.